# BitTorrent (Client)
BitTorrent ist die Referenzimplementierung einer Filesharing-Client-Software für das BitTorrent-Protokoll. Zur besseren Unterscheidung vom Protokoll wird der Client von Benutzern auch BitTorrent Mainline genannt.

## Vor Versionen 6
Der ursprüngliche Referenz-Client wurde von Bram Cohen im Jahr 2001 in der Programmiersprache Python geschrieben unter Verwendung von wxWindows für die grafische Benutzeroberfläche. Zu den weiteren Entwicklern gehörten Ashwin Navin, Brian Taptich, David Chao und Brad Templeton.
Er wurde als freie Software im Quelltext veröffentlicht, was das Programmieren einer Vielzahl ähnlicher Programme für das BitTorrent-Netzwerk ermöglicht.
Auf diesen Quelltexten bauen viele Derivate wie BitTornado, ABC und Tribler, G3 Torrent und Rufus oder Burst! auf.
Jüngere Versionen wurden in über 20 Sprachen übersetzt, haben eine detaillierte Anzeige der aktiven Downloads und unterstützen Verschlüsselung der Verbindungen. Die Anzahl der simultanen Downloads ist nicht begrenzt.

### Geschichte
Am 2. Juli 2001 veröffentlichte Cohen die erste öffentliche Version der Software – passend, um die Technologie auf der DEFCON zu bewerben.
Versionen bis einschließlich 3.4.2 (veröffentlicht am 4. April 2004) wurden unter der MIT-Lizenz im Quelltext veröffentlicht.
Die Versionen 4.x und 5.x standen unter der BitTorrent Open Source License, einer modifizierten Version der Jabber Open Source License, verbreitet, die anders als ihr Vorbild von der OSI nicht als Open-Source-Lizenz zertifiziert wurde, wobei die FSF sie zwar als inkompatibel zur GPL, jedoch grundsätzlich als freie Lizenz einstuft.
Version 5.3 wurde unter der GPL freigegeben.
Seit BitTorrent Inc. µTorrent eingekauft hat, hat die Firma die Entwicklung zugunsten von µTorrent eingestellt, dessen Quelltext nicht öffentlich zugänglich ist (Closed Source).
Ab Version 6.0 handelt es sich bei BitTorrent um eine umbenannte Version von µTorrent.
Des Weiteren existiert genau wie bei µTorrent eine Version in einem Webbrowser.